# Дамадьян, Реймонд
Реймонд Ваган Дамадьян (англ. Raymond Damadian, 16 марта 1936 — 3 августа 2022) — один из изобретателей магнитно-резонансной томографии.

## Биография

### Ранние годы
Дамадьян родился в армянской семье в штате Нью-Йорк, США. В 1956-м получил степень бакалавра по математике в Университете Висконсин-Медисона (University of Wisconsin-Madison), позже, в 1960-м, степень доктора в Медицинском колледже Альберта Эйнштейна в Нью-Йорке. В ранние годы занимался также искусством, играл на скрипке.

### Работа над созданиеммагнитно-резонансной томографии(МРТ)
В 1971-м аспирант Гарварда Дамадьян сообщил в статье журнала Science (журнал), что опухоли и нормальные ткани по-разному реагируют на ядерный магнитный резонанс. Он впервые предложил использовать этот механизм для ранней диагностики рака. Однако начальные работы ученого оказались неэффективными.
В 1974-м Дамадьян получил первый патент в области магнитно-резонансной томографии для диагностики злокачественных новообразований. Патент был получен в целях использования МРТ для «просмотра человеческого организма для определения локализации рака». Однако конкретный метод произведения картины в результате такого просмотра не был определен.

### Корпорация Fonar
В 1978 Дамадьян сформировал собственную компанию FONAR для производства сканеров МРТ. «Сосредоточенная полевая технология» Дамадьяна, однако, оказалась менее эффективной чем подход градиента Мэнсфилда и Лотербура, а объём продаж не оправдал надежд. Дамадьян позже сотрудничал с одним из изобретателей вживляемого электрокардиостимулятора Уилсоном Грейтбатчем (Wilson Greatbatch) с целью создания кардиостимулятора, совместимого с аппаратурой МРТ. Дамадьян изобрел «стоячую систему» МРТ и владеет 15 центрами МРТ в США.

### Вознаграждения и почести
В 1988 Дамадьян получил Национальную медаль в области технологий. Первый оригинальный сканер «для всего тела» ныне находится на экспозиции в музее Национальной галереи славы изобретателей (г. Акрон, штат Огайо, США). Его работы получили признание от ряда университетов Соединенных Штатов. В 2001, он получил награду Lemelson-MIT как «человек, который изобрел сканер МРТ».

### «Нобелевский скандал»
В 2003 году Нобелевская премия по физиологии или медицине присуждена Питеру Мэнсфилду и Полу Лотербуру за их открытия, связанные с МРТ. И, хотя Нобелевские правила позволяют делить премию на трёх или менее человек, Дамадьян получателем премии не был объявлен.
Спор о том, кто какую роль играл в развитии МРТ, продолжался в течение многих лет до объявления получателей Нобелевской премии. В 2002-м Дамадьян заявил: «Если бы я не родился, то МРТ существовала бы? Я так не думаю. А если бы не было Лотербура? Я бы рано или поздно докопался до сути дела!»
«Данная проблема была предметом спора между Дамадьяном и Лотербуром и была известна в течение многих лет в академических кругах. Существовали некоторые опасения, что Нобелевский комитет вообще не номинирует данное открытие на премию — за шведами водится репутация не жаловать неоднозначные открытия. 74-летний доктор Лотербур находится в плохом здравии, и комитет, возможно, решил, что его приз, который нельзя дать посмертно, нужно было бы предоставить за открытие теперь или никогда».

Нью-Йорк Таймс
В поддержку Дамадьяна выступили известные эксперты Джон Т. Уадсон, Юджин Фейджельсон, Адриан Парсегиан, Дэвид Старк, Джеймс Маттсон и многие другие. Некоторые авторы предположили, что Дамадьяну отказали в премии из-за его младоземельно-креационистских взглядов — среди них был и эволюционист Майкл Рьюз, который, впрочем, указал, что такие ограничения недопустимы.
Скончался Р. Дамадьян 3 августа 2022 года.